# فدموور
فدموور (به انگلیسی: Fadmoor) یک روستا و محله مدنی در بریتانیا است که در رآیدل واقع شده‌است. فدموور ۱۸۴ نفر جمعیت دارد.